# Список членов Григорианской миссии

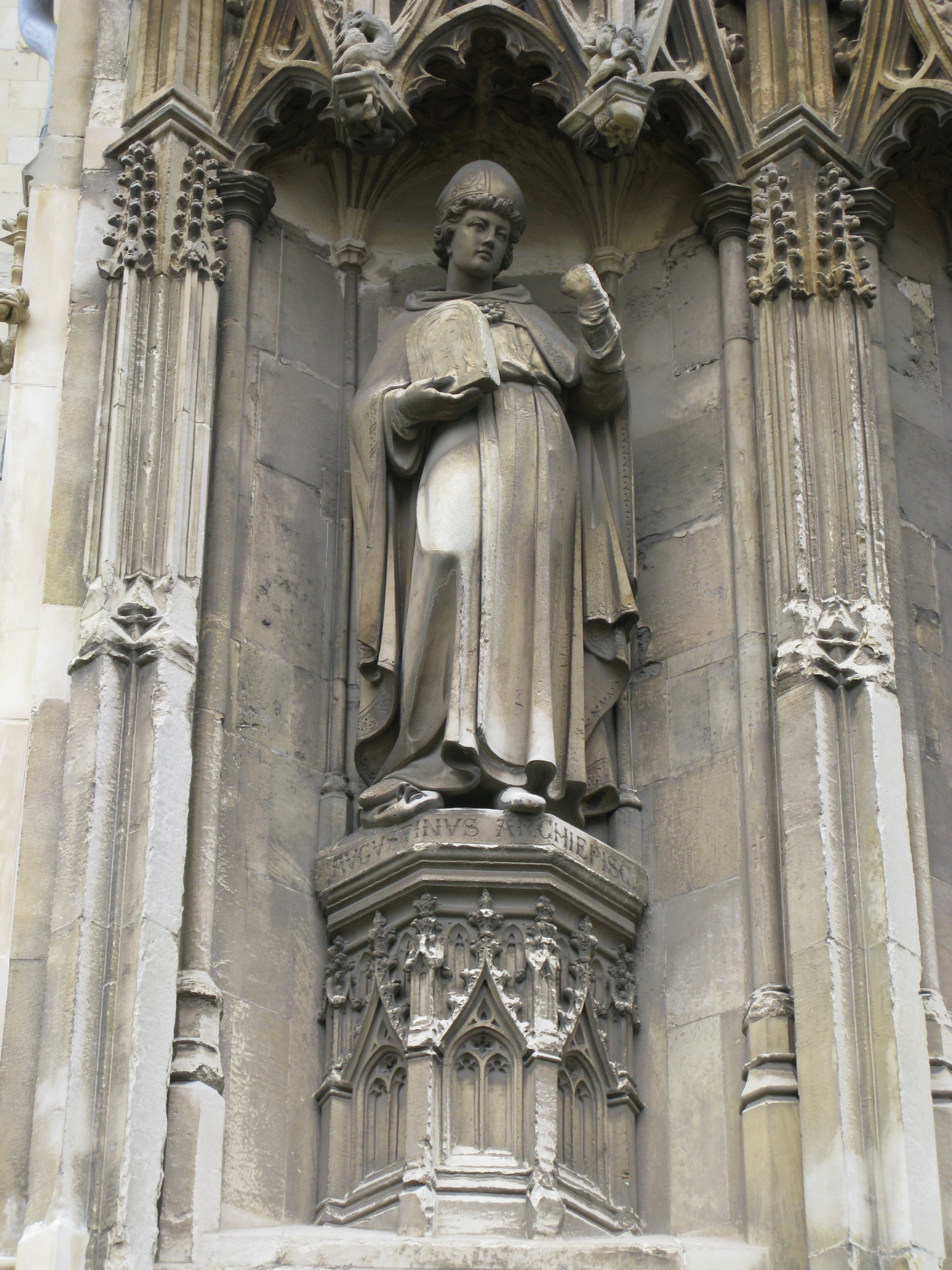
Статуя святого Августина в Кентерберийском соборе.
Августин руководил Григорианской миссией (также называемой Августинской миссией), а также основал аббатство Святого Августина, заложил Кентерберийский собор и стал первым архиепископом Кентерберийским.

Список членов Григорианской миссии — список монахов, входивших в состав итальянских проповеднических групп, посланных папой Григорием I в Британию в конце VI — начале VII веков, с целью обратить в христианство англосаксов, исповедовавших язычество. Руководителем миссии был назначен бывший приор монастыря Святого Андрея в Риме Августин.
Первая группа состояла из сорока монахов и священнослужителей, некоторые из них были монахами в собственном монастыре Григория I в Риме. После длительного путешествия, во время которого проповедники почти отказались от миссии и собирались вернуться в Рим, они прибыли в королевство англосаксов Кент в 597 году. В 601 году Григорий I отправил ещё одну группу монахов для помощи ранее прибывшим; с собой вторая группа везла книги и мощи для новых церквей. Число человек, отправленных во второй группе, неизвестно. Из Кента часть миссионеров отбыла в Восточную Англию и на север Британии, однако после смерти короля Этельберта I почти вся группа вынужденно осела в Кенте. Ещё одна часть миссионеров примерно в 625 году была отправлена в королевство Нортумбрия вместе с сестрой кентского короля Эдбальда Этельбургой, которая вышла замуж за нортумбрийского короля Эдвина. После смерти Эдвина в 633 году в королевстве произошла «языческая контрреформация», и почти все члены миссии вернулись в Кент, опасаясь быть убитыми за свою веру, поскольку новыми правителями королевства стали Энфрит и Осрик, отошедшие от христианства.
Из общего числа монахов, посланных двумя группами, известны лишь несколько. Многие из них стали епископами или архиепископами, другие же оставались простыми настоятелями монастырей. Единственным исключением является Иаков Диакон, который никогда не занимал более высокую церковную должность, чем диакона. Среди архиепископов были первые пять архиепископов Кентерберийских: Августин, Лаврентий, Меллит, Юст и Гонорий; все они были причислены к лику святых. Два других миссионера — Паулин и Роман — были епископами Рочестера, а Паулин также до принятия сана в Рочестере служил епископом Йоркским. Настоятелями монастыря, основанного архиепископом Августином в Кентербери, позже известном как аббатство Святого Августина, являлись последовательно остальные пятеро известных членов миссии: Пётр, Иоанн, Руфиниан, Грациос и Петроний. Помимо всех пяти архиепископов были причислены к лику святых ещё трое членов миссии: Иаков Диакон, епископ Паулин Йоркский и настоятель аббатства Святого Августина Пётр.

## Члены миссии
Основным источником информации о деятельности миссионеров является «Церковная история народа англов» средневекового историка и богослова Беды Достопочтенного, написанная около 731 года. Беда детально описывает деятельность нескольких членов миссии. Ещё одним важным источником информации являются папские регистры, в которых содержатся копии писем Григория I, посланных миссионерам. Ни один источник не даёт полного списка миссионеров в обеих группах; имеющийся список членов в «Оксфордском национальном биографическом словаре» собран из разрозненных упоминаний в работе Беды и письмах Григория I. Хотя известно, что первая группа состояла примерно из сорока человек, сколько прибыло во второй группе, неизвестно. Отсутствие более обширных источников позволяет назвать только некоторых, самых известных, миссионеров.
| Имя                                               | Изображение | Дата прибытия в Англию | Наивысший церковный пост, занимаемый миссионером    | Дата смерти           | Канонизация День памяти  |
| ------------------------------------------------- | ----------- | ---------------------- | --------------------------------------------------- | --------------------- | ------------------------ |
| Августин Кентерберийский Augustine of Canterbury  |             | 597                    | Архиепископ Кентерберийский                         | между 604 и 609       | Да 26 мая/27 мая         |
| Грациос Кентерберийский Gratiosus of Canterbury   |             | 597 или 601            | Настоятель аббатства Святого Августина в Кентербери | 638 или после 640     | Нет                      |
| Гонорий Кентерберийский Honorius of Canterbury    |             | 597 или 601            | Архиепископ Кентерберийский                         | 653                   | Да 30 сентября           |
| Иаков Диакон James the Deacon                     |             | 597 или 601            | Диакон                                              | после 671             | Да 27 августа/11 октября |
| Иоанн Кентерберийский John of Canterbury          |             | 597 или 601            | Настоятель аббатства Святого Августина в Кентербери | неизвестна            | Нет                      |
| Лаврентий Кентерберийский Laurence of Canterbury  |             | 597                    | Архиепископ Кентерберийский                         | 619                   | Да 3 февраля             |
| Меллит Кентерберийский Mellitus of Canterbury     |             | 601                    | Архиепископ Кентерберийский                         | 624                   | Да 24 апреля             |
| Паулин Йоркский Paulinus of York                  |             | 601                    | Епископ Йоркский, епископ Рочестера                 | 644                   | Да 10 октября            |
| Пётр Кентерберийский Peter of Canterbury          |             | 597                    | Настоятель аббатства Святого Августина в Кентербери | ок. 607 или после 614 | Да 6 января              |
| Петроний Кентерберийский Petronius of Canterbury  |             | 597 или 601            | Настоятель аббатства Святого Августина в Кентербери | после 654             | Нет                      |
| Роман Рочестерский Romanus of Rochester           |             | 597 или 601            | Епископ Рочестера                                   | до 627                | Нет                      |
| Руфиниан Кентерберийский Rufinianus of Canterbury |             | 601                    | Настоятель аббатства Святого Августина в Кентербери | после 626 до 638      | Нет                      |
| Юст Кентерберийский Justus of Canterbury          |             | 601                    | Архиепископ Кентерберийский                         | 627                   | Да 10 ноября             |